# Agyriellopsis
Agyriellopsis är ett släkte av svampar. Agyriellopsis ingår i divisionen sporsäcksvampar och riket svampar.